# Cornelius Jakhelln
Cornelius Jakhelln (Kristiansand, 1977) é um músico, escritor e poeta norueguês.

## Biografia
Aos 18 anos formou, em conjunto com Lars Nedland a banda de avant-garde metal Solefald. É Cornelius que escreve a maioria das letras da banda.
Em 2003, Jakhelln juntou-se á banda de black metal e thrash metal Sturmgeist, cujas letras são em inglês, norueguês e alemão e sobre mitologia alemã.
Em Agosto de 2005, anunciou no seu site o lançamento de um álbum que mistura electronica, hip hop, darkwave e black metal gravado em Sofia, na Bulgária, que já estava planeado há seis anos.

## Discografia

### Solefald
- 1997 - The Linear Scaffold
- 1999 - Neonism
- 2001 - Pills Against The Ageless Ills
- 2003 - In Harmonia Universali
- 2005 - Red For Fire: An Icelandic Odyssey Part I
- 2006 - Black For Death: An Icelandic Odyssey Part II